# Tibério (filho de Justiniano II)
Tibério (em grego:  Τιβέριος; em latim: Tiberius), chamado por vezes de Tibério IV, foi o único filho do imperador bizantino Justiniano II com sua segunda esposa Teodora da Cazária, com quem ele se casou em 704 enquanto estava exilado entre os cazares. Tibério provavelmente nasceu em 705 enquanto seu pai estava ausente numa de suas tentativas de recuperar o trono bizantino. Depois do sucesso de Justiniano, Tibério e a mãe foram convocados a Constantinopla, onde o menino foi elevado à condição de co-imperador. A única coisa que se sabe sobre ele foi sua participação na recepção do papa Constantino I no início de 711. Depois que seu pai foi deposto, em dezembro de 711, ele foi morto pelos patrícios Mauro e João Estruto (Strouthos) e enterrado na Igreja dos Santos Anárgiros.